# Partnerzy (serial telewizyjny 1986)
Partnerzy ang. (Sidekicks) – amerykański serial dramatyczno-familijny z elementami sztuk walki z 1986 roku.
W Polsce serial był emitowany w programie Drops na kanale TVP1 około roku 1989/1990.

## Fabuła[4]
Głównym bohaterem serialu jest znający sztuki walki chłopiec, który dowiaduje się od umierającego dziadka, że jest ostatnim z pradawnego rodu wojowników. Niedługo potem chłopaka przygarnia policjant, któremu chłopiec od tej pory będzie towarzyszył w walce z przestępcami i innymi kryminalnymi sprawami.

## Obsada[5]
- Ernie Reyes Jr. - Ernie Lee
- Gil Gerard - Sierżant Jake Rizzo
- Keye Luke - Sabasan
- Nancy Stafford - Patricia Blake
- Vinny Argiro - Kapitan Blanks
- Frank Bonner - Detektyw R.T. Mooney